# Chenecey-Buillon
Chenecey-Buillon ist eine französische Gemeinde mit 496 Einwohnern (Stand: 1. Januar 2022) im Département Doubs in der Region Bourgogne-Franche-Comté.

## Geographie
Chenecey-Buillon liegt auf 281 m, etwa zwölf Kilometer südsüdwestlich der Stadt Besançon (Luftlinie). Das Dorf erstreckt sich im Jura, im Tal der Loue, die hier in einem Bogen weit nach Norden ausgreift, am Ostfuß der Höhe des Bois du Faulet.
Die Fläche des 12,53 km² großen Gemeindegebiets umfasst einen Abschnitt des französischen Juras. Der zentrale Teil des Gebietes wird vom Tal der Loue eingenommen, das meist ungefähr 80 m tief in die umgebenden Plateaus eingeschnitten ist und einen flachen Talboden von rund 500 m Breite aufweist. Die steilen Talhänge sind an einigen Orten von Kalkfelswänden durchzogen. Nördlich des Dorfes befindet sich mit dem Grand Méandre  eine große Flussschleife, welche den Höhenrücken des Bois du Faulet umfließt. Hier wird mit 498 m die höchste Erhebung von Chenecey-Buillon erreicht. 
Nach Osten erstreckt sich das Gemeindeareal auf das angrenzende Plateau, das durchschnittlich auf 400 m liegt und überwiegend von Wald (Grand Bois), teils auch von Wiesland bedeckt ist. Das Plateau besitzt keine oberirdischen Fließgewässer, weil das Niederschlagswasser im verkarsteten Untergrund versickert. Im Süden reicht das Gebiet entlang der Loue talaufwärts bis Buillon.
Die Gemeinde besteht aus verschiedenen Dörfern und Weilern, nämlich:
- Chenecey (281 m) am rechten Ufer der Loue
- La Forge (300 m) am rechten Ufer der Loue
- Granges-Mathieu (360 m) auf dem Plateau östlich der Loue
- Granges-du-Sapin (384 m) auf dem Plateau östlich der Loue am Rand des Grand Bois
- Buillon (300 m) im Tal der Loue

Nachbargemeinden von Chenecey-Buillon sind Vorges-les-Pins, Busy, Larnod und Pugey im Norden, Épeugney und Rurey im Osten, Courcelles im Süden sowie Charnay und Cessey im Westen.

## Geschichte
Vermutlich wurde bereits im 9. Jahrhundert auf dem Bergsporn über der Schleife der Loue eine Burg errichtet. Sie gehörte im Mittelalter den Herren von Coligny und ging später an die Familie Pillot, eine Seitenlinie des Hauses Coligny über. Im Tal der Loue gründeten der Erzbischof Anséric und die Herren von Chenecey im 12. Jahrhundert das Kloster Buillon, das bis zur Französischen Revolution von den Zisterziensern geführt wurde. Das ursprüngliche Dorf namens Charency-sur-Loue befand sich auf einem Hügel beim heutigen Weiler Granges-Mathieu. Im 17. Jahrhundert wurde Chenecey zur wichtigsten Ortschaft auf dem heutigen Gemeindegebiet. Zusammen mit der Franche-Comté gelangte das Dorf mit dem Frieden von Nimwegen 1678 an Frankreich. Im Jahr 1822 fusionierten Chenecey und Buillon zur Doppelgemeinde Chenecey-Buillon. Vom 17. bis 19. Jahrhundert erlangte Chenecey regionale Bedeutung als Standort der Eisenwerke, welche zahlreiche Arbeitsplätze boten. Die Einwohnerzahl des Ortes stieg deshalb Mitte des 19. Jahrhunderts auf über 1000 Personen.

## Sehenswürdigkeiten

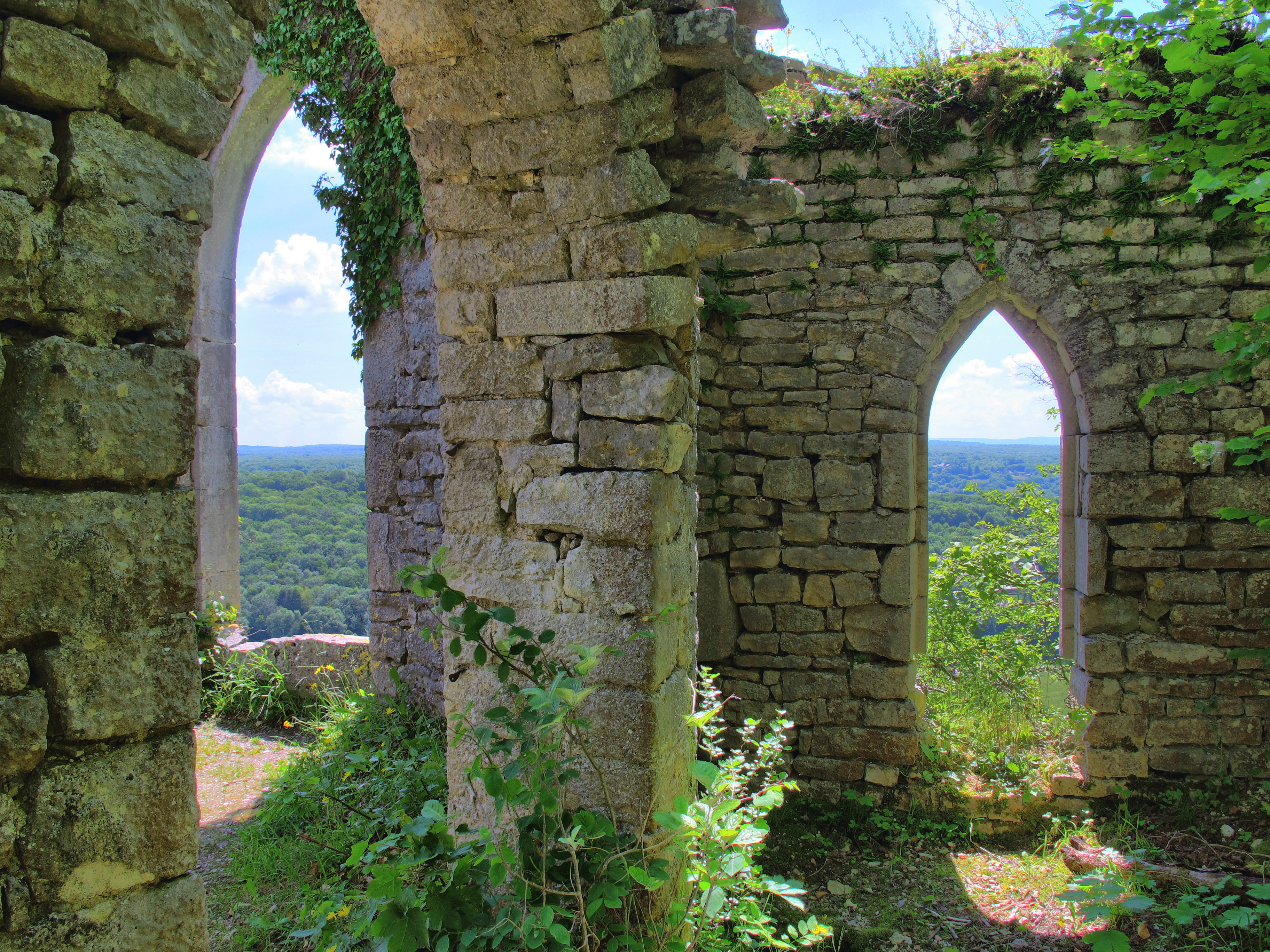
Ruinen der mittelalterlichen Burg

Die Dorfkirche Exaltation-de-la-Sainte-Croix nahe dem Ufer der Loue stammt ursprünglich aus dem 14. Jahrhundert (Spätromanik). Im Lauf der Zeit erfolgten verschiedene Umbauten, darunter der Anbau von Seitenkapellen (15. und 16. Jahrhundert) und die Umgestaltung des Schiffs im 18. Jahrhundert. Von der ehemaligen mittelalterlichen Burg sind nur noch wenige Überreste erhalten. Auch vom Kloster Buillon sind Ruinen erhalten. Nahebei befindet sich ein Renaissanceschloss. 

## Bevölkerung
| Jahr                       | 1962 | 1968 | 1975 | 1982 | 1990 | 1999 | 2004 | 2016 |
| Einwohner                  | 338  | 333  | 388  | 462  | 445  | 488  | 512  | 520  |
| Quellen: Cassini und INSEE |      |      |      |      |      |      |      |      |

Mit 496 Einwohnern (Stand 1. Januar 2022) gehört Chenecey-Buillon zu den kleinen Gemeinden des Départements Doubs. Nachdem die Einwohnerzahl in der ersten Hälfte des 20. Jahrhunderts markant abgenommen hatte (1881 wurden noch 813 Personen gezählt), wurde seit Beginn der 1970er Jahre wieder ein deutliches Bevölkerungswachstum verzeichnet.

## Wirtschaft und Infrastruktur
Chenecey-Buillon war früher ein vorwiegend durch die Landwirtschaft (Ackerbau, Obstbau und Viehzucht) und die Forstwirtschaft geprägtes Dorf. Im 19. Jahrhundert prägten die Eisenwerke das Dorfleben, die jedoch nach dem Zweiten Weltkrieg geschlossen wurden. Heute gibt es einige Betriebe des lokalen Kleingewerbes, unter anderem eine Sägerei. Mittlerweile hat sich das Dorf auch zu einer Wohngemeinde gewandelt. Viele Erwerbstätige sind Wegpendler, die in den größeren Ortschaften der Umgebung ihrer Arbeit nachgehen.
Die Ortschaft liegt abseits der größeren Durchgangsstraßen, ist aber von der Hauptstraße N83 (Besançon – Lons-le-Saunier) leicht erreichbar. Weitere Straßenverbindungen bestehen mit Épeugney und Courcelles.

## Persönlichkeiten
- Alice Rahon, geborene Philippot, verheiratete Paalen (* 1904 in Chenecey-Buillon; † 1987 in Mexiko-Stadt), Schriftstellerin und surrealistische Künstlerin